# Операција Вукодлак (1945)
Операција Вукодлак (Верволф) је била заједничка операција Вермахта и снага НДХ за ликвидацију Вировитичког мостобрана у Славонији. Циљ операције био је да се разбију снаге НОВЈ и овлада Подравином, Вировитицом и ширим подручјем Славоније.
Операција Вукодлак је вођена од 4. до 21. фебруара 1945. године. За њено извођење Немци су крајем јануара и почетком фебруара у рејон Нашица, Ђакова и Славонског Брода пребацили главнину 91. армијског корпуса — укупно око 30.000 војника.

## Позадина
Немцима је сметала ослобођена Славонија, а поготово Вировитички мостобран, због планиране противофанзиве у Мађарској код Блатног језера. У вези с тим њемачка Врховна команда донијела је одлуку да се најприје очисти подручје Вировитице, Доњег Михољца, Валпова, а потом и његовог залеђа. За ту сврху предвидио је већу операцију под називом »Вукодлак«. Међутим, у вези са планираном операцијом »Вукодлак«, Штаб Треће југословенске армије је у јануару 1945. из Барање преко Мађарске пребацио у Славонију 12. војвођански корпус са три дивизије ради заштите левог бока Трећег украјинског фронта.
У то време 12. славонска дивизија водила је тешке борбе на просторији између Осијека, Ђакова и Винковаца, држећи чврсто у блокади Ђаково и Нашице. Између 12. славонске дивизије и 1. пролетерског корпуса на Сремском фронту, налазио се узан коридор око 30 км који су Немци упорно бранили.
Нападом на мостобран немачка команда намеравала је да уклони садашњу претњу и истовремено створи основе за предстојећу амбициозну немачку операцију Фрилингсервахен у марту, којом је немачка Врховна команда намеравала да преокрене ток рата на истоку и југоистоку. Почетком фебруара 1945. Група армија Е коначно је успела да привуче одговарајуће снаге за напад на мостобран. За операцију Вукодлак Група армија Е успела је да концентрише шест немачких дивизија уз пет самосталних батаљона, те елитну формацију НДХ, Прву хрватску ударну дивизију, уз 3 бојне 2. усташког стајаћег здруга.

## Ток операције
Операција је почела 6. фебруара 1945. у рано јутро. Главни правац напада био је од Нашица преко Подравске Слатине ка Вировитици. На овом правцу команду је имао штаб 91. корпуса. Наступањем са запада према Вировитици руководио је штаб 15. козачког коњичког корпуса. Постигавши изненађење у погледу главног правца напада, немачке снаге успешно су напредовале. Суочен са концентричним наступањем Немаца, штаб Треће армије ЈА био је принуђен да евакуише Вировитицу. Одлучено је да се 12. корпус пребаци преко Драве у Мађарску, док су 6 и 10. остали да се боре у Славонији. Евакуација 12. корпуса извршена је током 9. фебруара и током ноћи 9/10. фебруара. Немци су 10. фебруара ушли у Вировитицу, чиме је Вировитички мостобран престао да постоји.
У наставку операција од 16. до 28. фебруара 1945. Немци су успели да овладају градовима и да се пробију комуникацијама у Славонији, настојећи да униште снаге 6. и 10. корпуса. Како им то није успело, након операције повукли су снаге из средишњег дела Славоније и, поред учешћа у офанзиви на Драви, првенствено се концентрисали на одбрану долине Саве.
На Вировитичком мостобрану су све време његовог постојања вођене тешке и упорне борбе уз обостране велике жртве. Од 1. јануара до 10. фебруара 1945. укупни губици Треће армије ЈА износили су 1.675 погинулих, 4.911 рањених и 1.241 несталих бораца.